# リブリカ
株式会社リブリカは、かつて存在した日本のデジタルコンテンツ配信会社。本社は東京都渋谷区。

## 沿革
- 2008年4月 - 角川書店、講談社、集英社、小学館、トーセなどを主要株主[1]に設立。
- 2009年9月 - PlayStation Portable向けコミックコンテンツ配信でSCEJと提携。
- 2012年9月 - PlayStation Portable向けコミックコンテンツ配信終了[2]。
- 2012年12月 - ニンテンドー3DS向け電子書籍配信サービス『どこでも本屋さん』配信開始。
- 2018年3月 - ニンテンドー3DSとの本棚連携が可能な「どこでも本屋さん」Web版の正式提供を開始。
- 2018年12月 -  メディアドゥの完全子会社となる[3]。
- 2019年2月1日 - メディアドゥに吸収合併される[3]。
- 2020年1月31日 - ニンテンドー3DS版「どこでも本屋さん」の提供終了を発表[4]。

## どこでも本屋さん
『どこでも本屋さん』（どこでもほんやさん）は2012年12月12日に配信開始されたニンテンドー3DS向け電子書籍サービス。EPUB 3.0に対応したビューアーは無料で、ビューワー内で電子書籍を購入（ニンテンドーeショップの残高から差し引かれる）・閲覧可能。
ニンテンドー3DSの下画面にサムネイルが表示され、上画面に拡大画像が表示される（立体視非対応）。
2013年8月からは特定の作品を数巻ないし10巻セットにした『どこぽんちょいす』（『どこでも本屋さん』とは別ソフト扱い）が2019年1月31日までニンテンドーeショップで発売されていた。計98本が配信された。